# Holterhöfchen

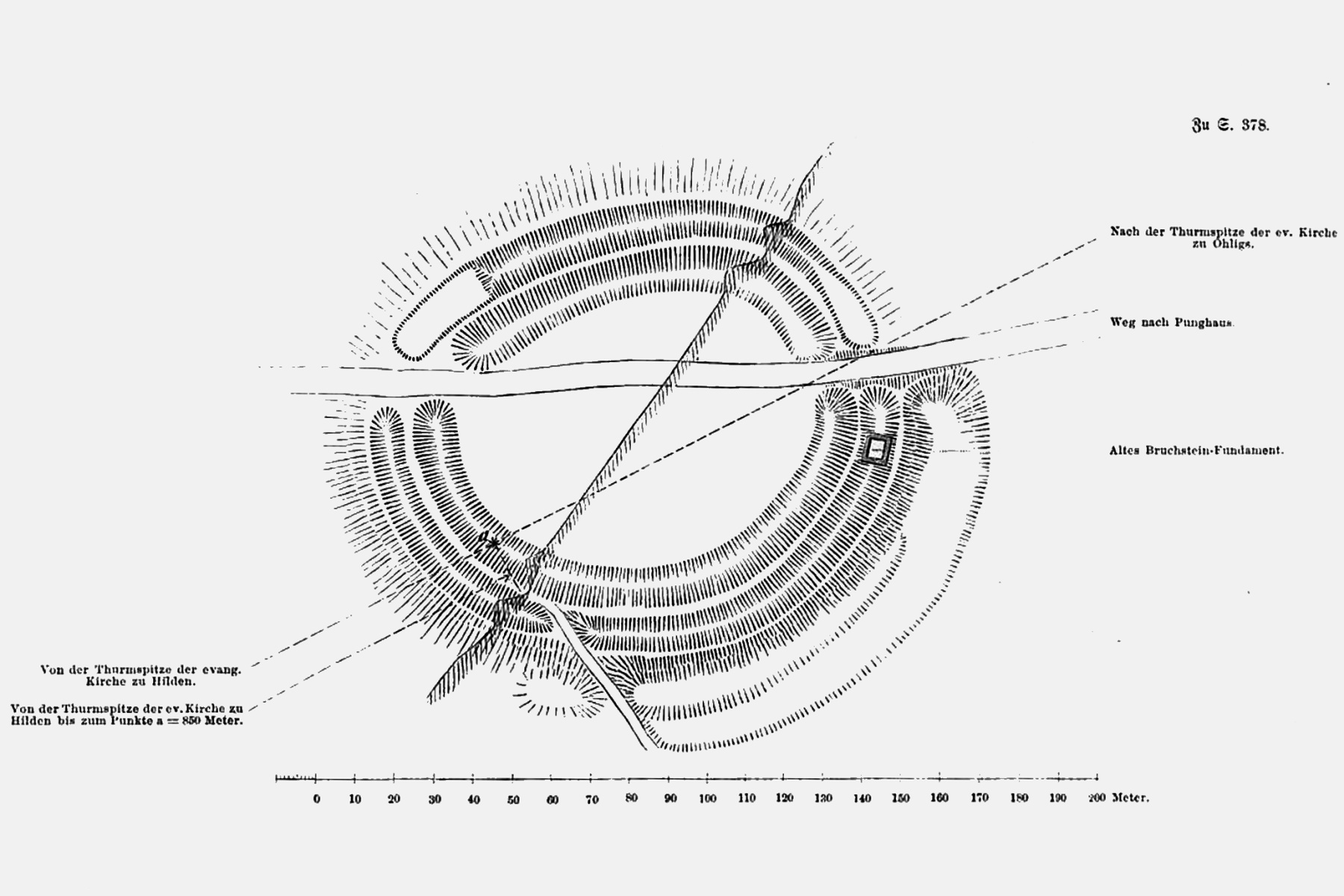
Planskizze von J. Schneider, 1875

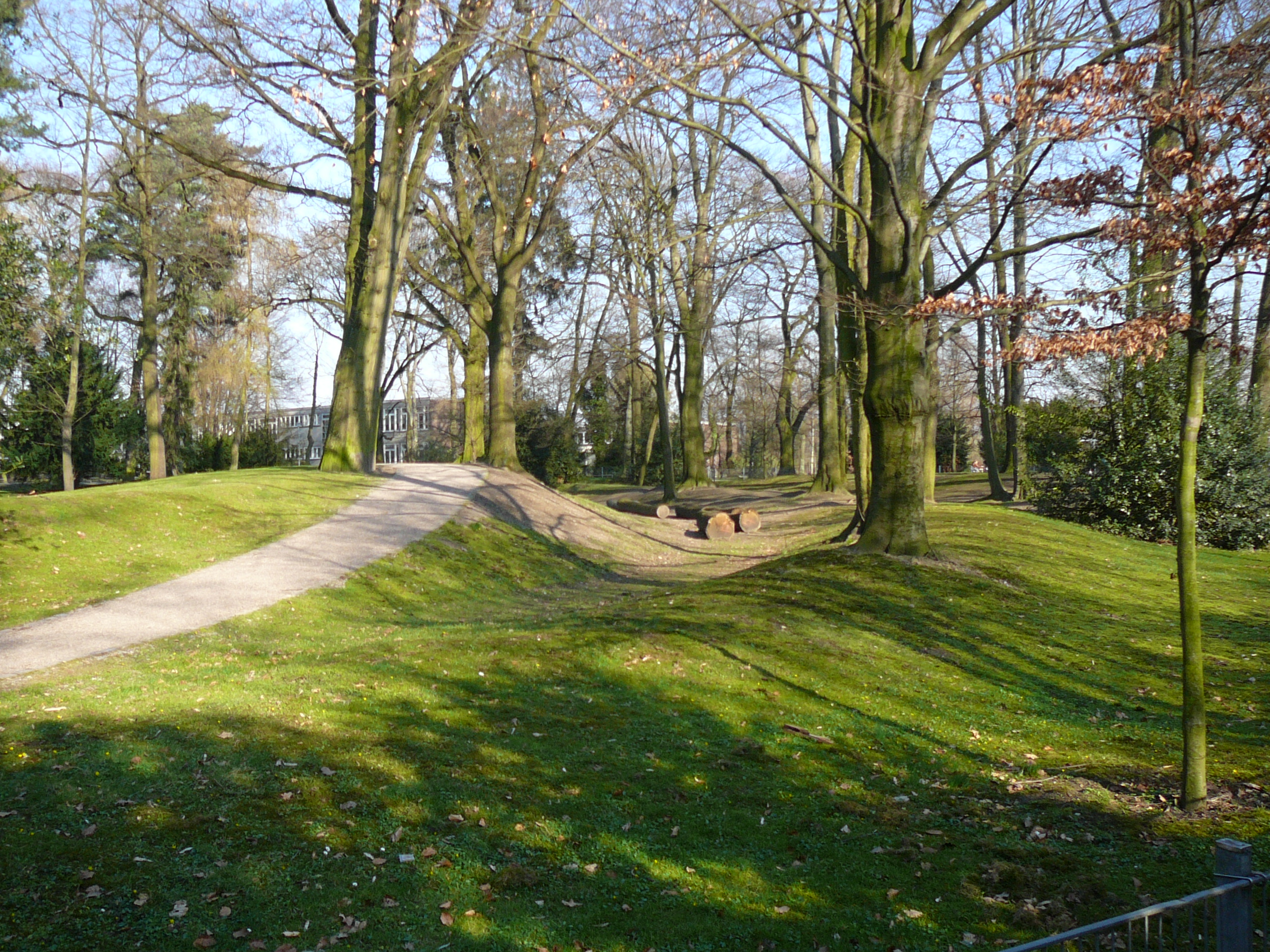
Am Holterhöfchen

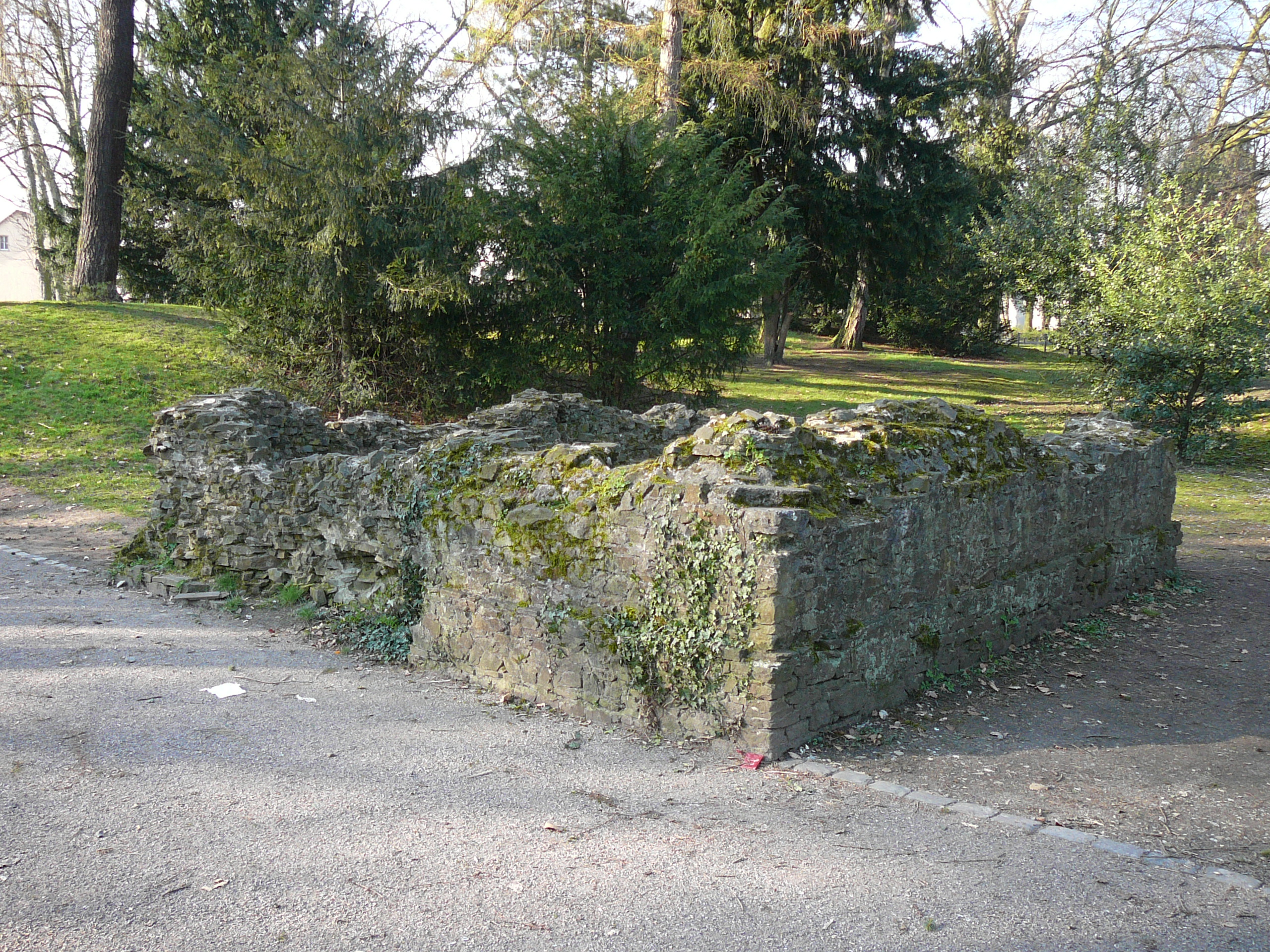
Mauerreste eines Bauwerks

Das Holterhöfchen ist eine Ringwallanlage mit Restmauerwerk eines ehemals befestigten Hofes in der nordrhein-westfälischen Stadt Hilden (Kreis Mettmann).

## Beschreibung
Die von der Walder Straße gleich östlich des Krankenhauses abzweigende Gartenstraße führt zur Anlage. Das Holterhöfchen liegt im flachen Gelände am Übergang von der Niederrheinterrasse zur unteren Mittelterrasse. Gut 130 Jahre lang versuchten Forscher, die für das Rheinland untypische Anlage zu interpretieren und zu datieren.
Nach Ausgrabungen und den Datierungen der dabei 1887 gefundenen Keramikscherben durch Constantin Koenen wird eine Entstehung der Ringwallanlage im 9./10. Jahrhundert angenommen. Das Holterhöfchen bestand aus zwei Gräben sowie zwei Wällen und hatte einen Innendurchmesser von 60 × 80 Metern. Früher wurde noch ein dritter, äußerer Wall angenommen. Tatsächlich handelt sich hierbei nur um die alte Oberfläche, in der der äußere Graben eingetieft war. Im Nord-Westen fehlt ein großer Teil des Wallabschnitts. Rafael von Uslar zitiert, dass zwischen 1870 und 1878 ein Wallstück zur Gewinnung von Erde für die Anschüttung an einem Haus abgetragen wurde.
Die heutige Interpretation folgt der Annahme, dass das Holterhöfchen ein befestigter Hof war. Dieser wurde auf dem Sand der Niederrheinterrasse angelegt. Ein Teil der Wirtschaftsflächen werden sich wohl auf dem Lösslehm der unteren Mittelterrasse befunden haben, die sich direkt östlich des Hofes anschloss.
Der Mühlenbach, ein Seitenarm der Itter, umfloss bis 1819 das Holterhöfchen. Anhand des Ausschnitts aus der Katasterkarte von 1830 geht hervor, dass der Mühlenbach sich bei Kalstert vom Itterbach verzweigte, Richtung Süden die Buchmühle (heute westliches Ende der Straße Kalstert an der Autobahn A3) durchfloss, dann von Nord-Osten her das Holterhöfchen im Norden umfloss und Richtung Oberste Mühle (heute Itter-Brücke Elberfelder Straße) sich wieder mit dem Itterbach vereinte. 1819 wurde durch Bauarbeiten der südliche Teil des Mühlenbaches, der das Holterhöfchen umschloss, trockengelegt und der Bachverlauf entlang der Walder Straße begradigt.
Gechter fasst den Stand der heutigen Forschung zusammen: Die Anlage entstand im 10. Jahrhundert, nachdem eine frühere Hofanlage durch Brand gegen Ende des 9. Jahrhunderts zerstört worden war. Erst danach wurde der Hof mit einem Doppelgraben und Doppelwall gesichert. Die 1,2 Meter starke Steinmauer des äußeren Walls wurde zuerst auf dem anstehenden Boden hochgezogen und dann mit dem Aushub aus den Gräben beidseitig angeschüttet. Wahrscheinlich ragte sie nicht weit aus dem Erdreich hervor, da sie etwaigen Angreifern keine Deckungsmöglichkeit gegenüber den Verteidigern auf dem Innenwall bieten sollte. Die ein Meter dicke Steinmauer des inneren Walls war dagegen einem hinten angeschütteten Erdwall vorgeblendet. Während die äußere Mauer dem Einsatz von Rammböcken standgehalten hätte, trifft dies auf die innere Mauer nicht zu. Sie diente wohl hauptsächlich als Brustwehr für die Verteidiger.
Die verstärkte Rückseite der Ringwallanlage zeigte auf die Niederterrasse in Richtung des heutigen Feuerwehrhauses. Möglicherweise war dies die einzige Richtung, aus der Gefahr drohen konnte. Auf der Niederterrasse am Rand der Rheinebene liefen westlich vom Holterhöfchen Handelswege z. B. Mauspfad, Schutzstraße, während das Gelände östlich des Holterhöfchens im 10. Jahrhundert noch dicht bewaldet war und es in Richtung der Stadt Wald (heute zu Solingen) anstieg.
Die Toranlage des Hofs scheint im Südosten in Richtung Pungshaus gelegen zu haben. Neben der Toranlage wurde zu einem späteren Zeitpunkt auf dem äußeren Wall ein rechteckiges Gebäude mit den Maßen von 6,5 × 7 Metern errichtet. Die Mauerreste sind als einzige der Anlage noch sichtbar. Von einer Innenbebauung, die wahrscheinlich aus Holz gewesen ist, sind bislang keine Spuren gefunden worden. Eine Vorburg scheint nicht bestanden zu haben. Ein Weg durch das Gelände scheint nicht vorhanden gewesen zu sein. Er kam erst später hinzu.
Den Erbauer und Besitzer dieser Anlage hat man sich als Kleinadeligen vorzustellen. Die Bauart der Ringwallanlage deutet auf einen Zuwanderer aus dem Norden oder Osten in das Rheintal hin, der das Wissen um die ihm von dort geläufige Rundlingsbauweise mitbrachte.
Die heutige öffentliche Grünanlage wurde in der Zeit von 1885 bis 1886 geschaffen und 1965 bis 1966 modernisiert.